# سمكة البوق المبقعة
سمكة البوق المبقعة (الاسم العلمي: Aulostomus maculatus) (بالإنجليزية: Trumpetfish)‏ هي نوع من الأسماك تتبع جنس سمكة البوق من فصيلة أسماك البوق. هي سمكة طويلة مع فم مقلوب موّجه للأسفل، وهي تسبح عمودياً. وهي منتشرة في جميع أنحاء المياه الاستوائية في غرب المحيط الأطلسي من فلوريدا إلى البرازيل بما في ذلك البحر الكاريبي وخليج المكسيك. وتعيش على عمق ما بين 0.5 متر إلى 30 متراً. كما أن طولها يكون ما بين 40 سم إلى 80 سم.